# Guéreins

Guéreins este o comună în departamentul Ain din estul Franței.